# Hersilia pungwensis
Hersilia pungwensis là một loài nhện trong họ Hersiliidae.
Loài này thuộc chi Hersilia. Hersilia pungwensis được miêu tả năm 1920 bởi R. W. E. Tucker.